# UClibc

µClibc, システムコール (system calls), Linuxカーネル / µClinux.

uClibc は、組み込みLinux向けの小型標準Cライブラリである。uClibc は、メモリ管理ユニットを必要としないマイクロコントローラに対応したμClinux 向けに開発された（"u" は「マイクロ」を意味する μ のローマナイゼーションである）。
プロジェクトを創始したのは Erik Andersen。他の主なコントリビュータとして Manuel Novoa III がいる。GNU Lesser General Public License でライセンスされており、自由ソフトウェアである。

## 特徴
uClibc は、一般的なLinuxディストリビューションで使用している GNU Cライブラリ (glibc) よりずっと小さい。glibc はフル機能を実装し各種ハードウェアやカーネルに対応しているが、uClibc は組み込みLinuxに特化している。また、メモリ使用量を抑えるために機能単位で有効化/無効化が可能である。
uClibc は標準のLinuxにもMMUのないシステムにも対応している。Intel 80386、AMD64、ARM（両エンディアン対応）、AVR32、Blackfin、h8300、m68k、MIPS（両エンディアン対応）、PowerPC、SuperH（両エンディアン対応）、SPARC、v850 といったプロセッサに対応している。

## 歴史
uClibc の開発は1999年ごろ始まった。ほぼ全体を一からコーディングしたが、glibc や他のプロジェクトから持ち込んだコードも一部ある。